# Теишани (Прахова)
Теишани (рум. Teişani) насеље је у Румунији у округу Прахова у општини Теишани. Oпштина се налази на надморској висини од 473 m.

## Становништво
Према подацима из 2002. године у насељу је живело 4035 становника, од којих су сви румунске националности.

### Хронологија
| Година       | 1992 | 1993 | 1994 | 1995 | 1996 | 1997 | 1998 | 1999 | 2000 | 2001 | 2002 | 2003 | 2004 | 2005 | 2006 | 2007 | 2008 | 2009 | 2010 | 2011 | 2012 | 2013 | 2014 | 2015 | 2016 | 2017 |
| ------------ | ---- | ---- | ---- | ---- | ---- | ---- | ---- | ---- | ---- | ---- | ---- | ---- | ---- | ---- | ---- | ---- | ---- | ---- | ---- | ---- | ---- | ---- | ---- | ---- | ---- | ---- |
| Становништво | 4126 | 4137 | 4098 | 4100 | 4079 | 4066 | 4044 | 4010 | 4002 | 4009 | 4000 | 3959 | 3946 | 3948 | 3929 | 3893 | 3886 | 3864 | 3821 | 3797 | 3801 | 3780 | 3750 | 3706 | 3676 | 3633 |